# Yokkaichi
Yokkaichi (四日市市 Yokkaichi-shi?) es una ciudad localizada en la prefectura de Mie, Japón. En junio de 2019 tenía una población de 310.145 habitantes y una densidad de población de 1.502 personas por km². Su área total es de 206,44 km².
La ciudad fue fundada el 1 de agosto de 1897.
Es un centro de manufactura donde se produce el banko (una clase de porcelana), automóviles, textiles de algodón, químicos, té, cemento y partes de computadora.
Desde 1960 hasta 1972 la ciudad sufrió problemas sanitarios debido a la emisión de óxidos de azufre a la atmósfera desde las plantas químicas. En Japón existe una enfermedad llamada asma de Yokkaichi, que tomó el nombre de la ciudad.
En esta ciudad, la mafia yakuza mantiene prostíbulos donde se trafica con seres humanos,[cita requerida] como fue el caso de la tailandesa Urairat Soimee.

## Geografía

### Municipios circundantes
- Prefectura de Mie
  - Kuwana
  - Suzuka
  - Inabe
  - Asahi
  - Kawagoe
  - Komono
  - Tōin
- Prefectura de Shiga
  - Kōka

### Clima
| Parámetros climáticos promedio de Yokkaichi (1991–2020) | Parámetros climáticos promedio de Yokkaichi (1991–2020) | Parámetros climáticos promedio de Yokkaichi (1991–2020) | Parámetros climáticos promedio de Yokkaichi (1991–2020) | Parámetros climáticos promedio de Yokkaichi (1991–2020) | Parámetros climáticos promedio de Yokkaichi (1991–2020) | Parámetros climáticos promedio de Yokkaichi (1991–2020) | Parámetros climáticos promedio de Yokkaichi (1991–2020) | Parámetros climáticos promedio de Yokkaichi (1991–2020) | Parámetros climáticos promedio de Yokkaichi (1991–2020) | Parámetros climáticos promedio de Yokkaichi (1991–2020) | Parámetros climáticos promedio de Yokkaichi (1991–2020) | Parámetros climáticos promedio de Yokkaichi (1991–2020) | Parámetros climáticos promedio de Yokkaichi (1991–2020) |
| Mes                                                     | Ene.                                                    | Feb.                                                    | Mar.                                                    | Abr.                                                    | May.                                                    | Jun.                                                    | Jul.                                                    | Ago.                                                    | Sep.                                                    | Oct.                                                    | Nov.                                                    | Dic.                                                    | Anual                                                   |
| ------------------------------------------------------- | ------------------------------------------------------- | ------------------------------------------------------- | ------------------------------------------------------- | ------------------------------------------------------- | ------------------------------------------------------- | ------------------------------------------------------- | ------------------------------------------------------- | ------------------------------------------------------- | ------------------------------------------------------- | ------------------------------------------------------- | ------------------------------------------------------- | ------------------------------------------------------- | ------------------------------------------------------- |
| Temp. máx. abs. (°C)                                    | 19.9                                                    | 22.2                                                    | 24.5                                                    | 29.5                                                    | 33.1                                                    | 35.4                                                    | 37.9                                                    | 38.8                                                    | 36.9                                                    | 31.5                                                    | 24.8                                                    | 21.9                                                    | 38.8                                                    |
| Temp. máx. media (°C)                                   | 9.0                                                     | 10.0                                                    | 13.3                                                    | 18.7                                                    | 23.2                                                    | 26.1                                                    | 29.9                                                    | 31.4                                                    | 27.7                                                    | 22.4                                                    | 17.0                                                    | 11.5                                                    | 20                                                      |
| Temp. media (°C)                                        | 4.3                                                     | 4.9                                                     | 8.1                                                     | 13.3                                                    | 18.0                                                    | 21.7                                                    | 25.6                                                    | 26.8                                                    | 23.2                                                    | 17.5                                                    | 11.8                                                    | 6.6                                                     | 15.2                                                    |
| Temp. mín. media (°C)                                   | -0.1                                                    | 0.0                                                     | 2.9                                                     | 7.9                                                     | 13.0                                                    | 17.8                                                    | 22.2                                                    | 23.2                                                    | 19.4                                                    | 13.0                                                    | 7.1                                                     | 2.0                                                     | 10.7                                                    |
| Temp. mín. abs. (°C)                                    | -6.0                                                    | -6.3                                                    | -4.6                                                    | -1.1                                                    | 3.8                                                     | 9.8                                                     | 13.7                                                    | 15.8                                                    | 9.7                                                     | 2.2                                                     | -1.0                                                    | -5.6                                                    | -6.3                                                    |
| Precipitación total (mm)                                | 55.5                                                    | 67.2                                                    | 117.8                                                   | 153.7                                                   | 189.3                                                   | 249.0                                                   | 208.0                                                   | 158.8                                                   | 286.9                                                   | 182.9                                                   | 79.7                                                    | 58.5                                                    | 1807.3                                                  |
| Días de lluvias (≥ 1 mm)                                | 5.9                                                     | 7.2                                                     | 9.2                                                     | 9.2                                                     | 9.9                                                     | 12.3                                                    | 11.7                                                    | 8.9                                                     | 11.5                                                    | 9.4                                                     | 6.1                                                     | 6.4                                                     | 107.7                                                   |
| Horas de sol                                            | 152.2                                                   | 149.5                                                   | 181.7                                                   | 189.8                                                   | 194.2                                                   | 147.9                                                   | 162.4                                                   | 196.2                                                   | 151.8                                                   | 153.9                                                   | 156.8                                                   | 151.6                                                   | 1988                                                    |
| Humedad relativa (%)                                    | 68                                                      | 67                                                      | 65                                                      | 67                                                      | 73                                                      | 79                                                      | 83                                                      | 79                                                      | 80                                                      | 75                                                      | 74                                                      | 71                                                      | 73.4                                                    |
| Fuente n.º 1: Agencia Meteorológica de Japón            |                                                         |                                                         |                                                         |                                                         |                                                         |                                                         |                                                         |                                                         |                                                         |                                                         |                                                         |                                                         |                                                         |
| Fuente n.º 2: Agencia Meteorológica de Japón            |                                                         |                                                         |                                                         |                                                         |                                                         |                                                         |                                                         |                                                         |                                                         |                                                         |                                                         |                                                         |                                                         |

## Demografía
Según datos del censo japonés, la población de Yokkaichi ha aumentado en los últimos años.
| Año del censo | Población |
| ------------- | --------- |
| 1995          | 296.623   |
| 2000          | 302.102   |
| 2005          | 303.845   |
| 2010          | 307.766   |
| 2015          | 311.031   |